# Імеретинські ескізи
Імеретинській ескізи (груз. იმერული ესკიზები) — радянський художній фільм 1979 року, режисера Нани Мчедлідзе, лірична музична комедія.

## Сюжет
Перед початком роботи над ескізами Анна приїжджає в село до своєї рідної бабусі, щоб ще раз подивитися на старі родинні фотографії. Вона переглядає фотографії та згадує своє дитинство, що пройшло в Імеретинському селі, й інші історії з життя родини, головна дійова особа в яких — бабуся Маріам.

## У ролях
- Нана Мчедлідзе — бабуся Маріам
- Нана Квателадзе — Анна в дитинстві
- Магдана Мчедлідзе — епізод
- Марина Георгадзе — епізод
- Сосо Чаїшвілі — епізод
- Бадрі Какабадзе — Барнаба
- Григорій Цитаїшвілі — батько Анни
- Джумбер Дзідзава — епізод
- Римма Чумбурідзе — епізод

## Знімальна група
- Режисер — Нана Мчедлідзе
- Сценарист — Нана Мчедлідзе
- Оператор — Георгій Челідзе
- Композитор — Мераб Парцхаладзе
- Художник — Борис Цхакая